# Il ladro di Bagdad (film 1924)
Il ladro di Bagdad (The Thief of Bagdad) è un film del 1924 diretto da Raoul Walsh.
L'American Film Institute lo ha inserito alla posizione numero 9 nella categoria fantasy della classifica AFI's 10 Top 10. Nel 1996 è stato scelto per la conservazione nel National Film Registry della Biblioteca del Congresso degli Stati Uniti.
Questo film muto è stato dotato, nel 2010, di una colonna sonora ad opera del gruppo musicale "Avion Travel", su commissione del gruppo editoriale La Repubblica/l'Espresso.

## Trama
Ahmed è un ladro spericolato che vive grazie agli abili furti che compie a Bagdad, sua città natale. Un giorno ruba una corda magica, in grado di far scalare a chi la possiede muri di grandissime altezze e la usa per intrufolarsi nel Palazzo del Califfo, per rubare qualche oggetto di grande valore. Così una notte, aiutato da un suo caro amico e complice, Ahmed entra nel Palazzo, dove però s'imbatte nella principessa, di cui s'innamora a prima vista. Il giorno dopo tre principi, pretendenti della principessa, fanno il loro ingresso nella città. Si tratta del Principe delle Indie, uomo ricco ma dall'aspetto arcigno, del Principe della Persia, uomo nobile ma obeso, e del Principe dei Mongoli, uomo potente ma freddo. Nessuno sospetta che quest'ultimo abbia una spia nel Palazzo di Bagdad, né tanto meno che egli, se rifiutato dalla principessa, abbia intenzione d'impossessarsi con la forza della città.
Vedendo l'arrivo dei tre principi, Ahmed decide di travestirsi da tale, ottenendo tramite dei furti alcuni oggetti che lo aiuteranno nella sua recita, in modo da entrare di nuovo in contatto con la principessa. Egli è così innamorato da essere disposto a rapire la ragazza per stare con lei. La principessa rimane colpita dall'arrivo di Ahmed, innamorandosene e scegliendolo tra i pretendenti come marito. Ma la spia mongola rivela la vera identità di Ahmed, costringendolo a fuggire, e la principessa, disposta ad aspettarlo per amore, decide di prendere tempo, lanciando una sfida ai principi pretendenti: sposerà infatti chi, dopo sei lune, tornerà a Bagdad con il tesoro più raro. Ahmed viene a sapere da un sacerdote l'esistenza di un mistico cofanetto e decide di partire per trovarlo, mentre Khan, principe mongolo, nel lasso di tempo dato dalla principessa, fa introdurre di nascosto alcuni suoi uomini per espugnare al momento opportuno la città di Bagdad.
Comincia la caccia ai tesori e dopo sei lune i principi si incontrano poco lontano da Bagdad: il principe delle Indie ha trovato una sfera di cristallo capace di rivelare ciò che accade in ogni parte del mondo, il principe della Persia ha trovato un tappeto volante, mentre il Principe dei Mongoli ha trovato una mela capace di far resuscitare i morti o guarire ogni sorta di malattia o danno. Quest'ultimo decide allora di ordinare alla sua spia di avvelenare la principessa, in modo da resuscitarla con la mela e in questo modo di avere la sua riconoscenza e quindi un vantaggio per essere scelto come suo marito.
Intanto Ahmed ha trovato, dopo un lungo e pericoloso viaggio fra mostri e altre insidie, due incredibili tesori: un mantello dell'invisibilità e un cofanetto capace di far avverare ogni desiderio espresso. Decide allora di tornare a Bagdad, dove nel frattempo Khan ha eseguito il suo piano: infatti riesce a guarire la principessa, che però scopre tramite la sfera di cristallo l'imminente arrivo di Ahmed, e decide allora di prendere ancora tempo. Ma Khan, stanco di attendere, dà l'ordine ai suoi uomini all'interno della città di attaccare e prendere la città: Bagdad è ora in mano ai Mongoli.

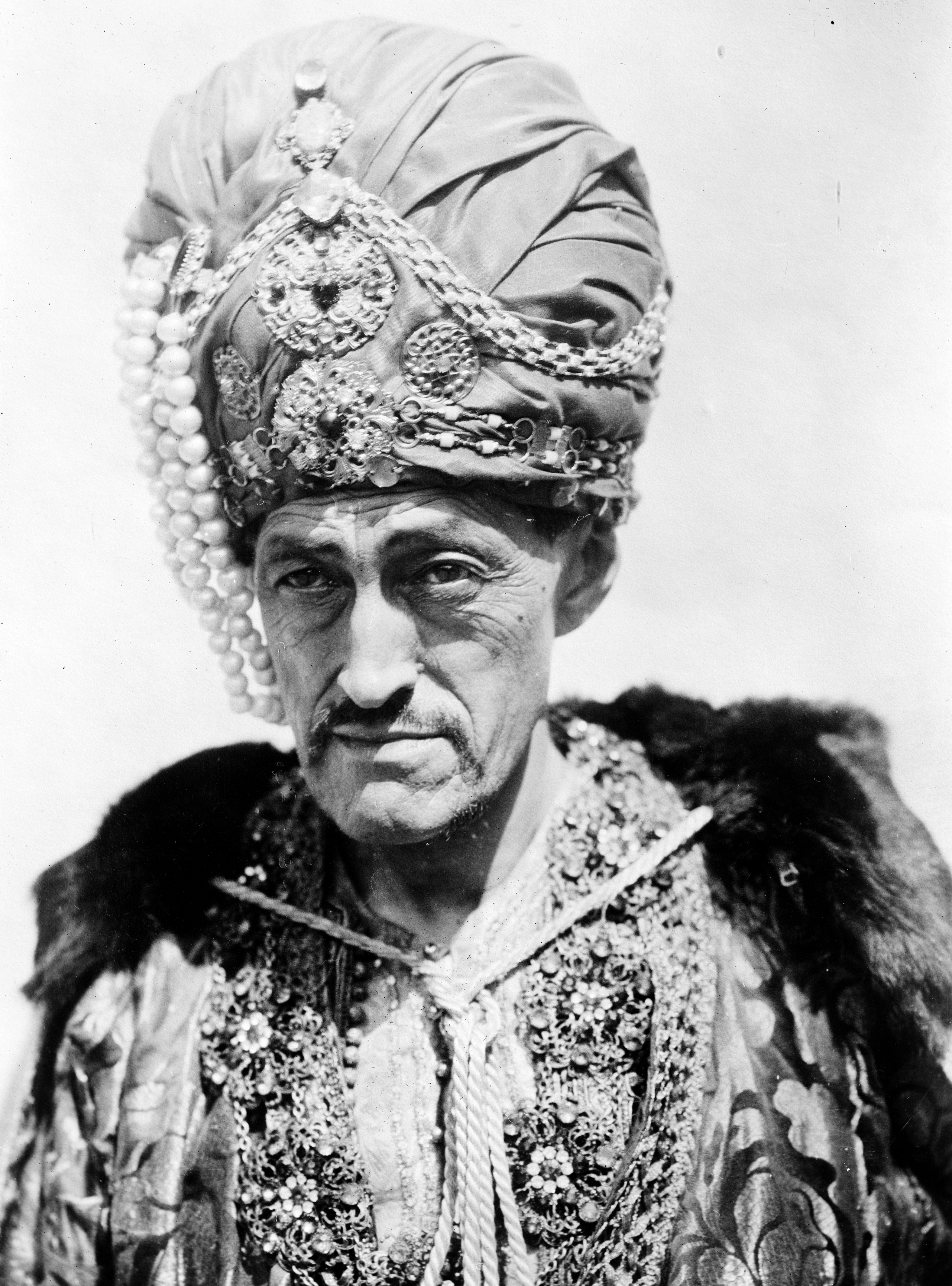
Sadakichi Hartmann, il mago di corte

Ahmed, venuto a sapere degli ultimi avvenimenti da un messaggero scappato dalla città, decide di liberare Bagdad dai Mongoli: egli, davanti alle porte della città crea con la magia del cofanetto un enorme esercito di 100 000 uomini, che portano i Mongoli alla fuga. Poi s'intrufola nuovamente nel Palazzo, questa volta con l'aiuto del mantello dell'invisibilità. Khan è ormai accerchiato dai nemici e sta per fuggire con la principessa sul tappeto volante, ma Ahmed lo ferma, sconfiggendolo e salvando l'amata. Liberata Bagdad, Ahmed e la principessa volano insieme sul tappeto volante per festeggiare la loro unione.

## Produzione
Il film venne girato a West Hollywood a The Lot - 1041 N. Formosa Avenue, prodotto dalla compagnia di Douglas Fairbanks. Il budget arrivò all'incredibile (per l'epoca) somma di 2 milioni di dollari: fu il più ambizioso e ricco di tutti i film di Fairbanks. Una squadra di scenografi di grande professionalità, capitanata da William Cameron Menzies, edificò un magnifico set dai toni orientali, con minareti e palazzi che ricreavano una Bagdad da Mille e una notte.
L'idea originaria per il film fu ispirata a Fairbanks dalla visione di uno dei tre episodi che componevano Destino di Fritz Lang, film che l'attore/produttore aveva visto durante un suo soggiorno europeo.
La schiava mongola, spia del principe mongolo, era interpretata dall'allora sedicenne Anna May Wong, che diventò poi una popolare star hollywoodiana, cui saranno affidati molti ruoli di vamp esotica come quello della compagna di Marlene Dietrich in Shanghai Express.

## Distribuzione
La prima del film si tenne a New York al Liberty Theatre il 18 marzo 1924.
Questa super produzione per la United Artists non diede risultati particolarmente soddisfacenti sul piano economico: a paragone di Robin Hood, il precedente film d'avventure di Fairbanks che, invece, aveva sbancato al botteghino, Il ladro di Bagdad rientrò dei soldi spesi, ma, all'inizio, non fu il successo che la casa di produzione si era aspettata, anche a causa della lunghezza del film. Accolta con grande favore dalla critica, la pellicola recuperò poi presso il pubblico, con una lunga programmazione articolata nel corso degli anni.

### Data uscita
Il film venne distribuito in varie nazioni:
- USA 18 marzo 1924 Première New York
- USA 23 marzo 1924
- Giappone 12 gennaio 1925
- UK 12 gennaio 1925
- Finlandia 22 febbraio 1925
- Portogallo 27 dicembre 1926

Con varî titoli:
- The Thief of Bagdad	 (titolo originale USA)
- Der Dieb von Bagdad	(Austria / Germania)
- A Bagdadi tolvaj	(Ungheria)
- Bagdadin varas	(Finlandia)
- El ladrón de Bagdad	(Spagna)
- Il ladro di Bagdad (Italia)
- Le Voleur de Bagdad (Francia)
- O Ladrão de Bagdá (Brasile)
- O Ladrão de Bagdad (Portogallo)
- O kleftis tis Vagdatis (Grecia) - titolo video
- O kleptis tis Vagdatis	(Grecia)
- Nel 1973 venne raddoppiato per la Rai per il ciclo anni venti Douglas Fairbanks di Luciano Michetti Ricci con musiche di Gino Peguri.

Nel 1984, il film venne ridistribuito in una versione con musiche di Carl Davis. Dagli anni novanta, il film trovò distribuzione prima in VHS e poi in DVD, in una versione di 139 minuti.

## Remake
- Il ladro di Bagdad (1940)
- Il ladro di Bagdad (1961)